# Vilma Ebsen
Vilma Ebsen (1 de febrero de 1911-12 de marzo de 2007) fue una actriz cinematográfica y teatral estadounidense.

## Biografía
Nacida en Belleville (Illinois), en su infancia la familia se mudó a Florida. Aprendió danza en la década de 1920,  en el estudio que poseía su padre en Orlando (Florida). Vilma y su hermano Buddy Ebsen se trasladaron a la ciudad de Nueva York en 1928, donde crearon un número de vodevil. Una de sus primeras actuaciones juntos fue en la producción de Florenz Ziegfeld para Eddie Cantor Whoopee.
Tras un año y medio en escena, Whoopee dejó de representarse, y los hermanos Ebsen fueron a Atlantic City (Nueva Jersey), donde fueron descubiertos por el columnista Walter Winchell, que los sacó del anonimato. 
Vilma y Buddy Ebsen interpretaron su número en Broadway, así como en diferentes clubes y teatros de vodevil de los Estados Unidos en los inicios de la década de 1930. Algunas de las producciones de Broadway en las que trabajaron fueron Flying Colors (1932) y Ziegfeld Follies of 1934. Llegaron a Hollywood en 1935, donde Vilma Ebsen trabajó en un film, Broadway Melody of 1936 (1935), interpretando a Sally Burke.
Tras el éxito de Broadway Melody of 1936, el estudio decidió separar a los Ebsen. Vilma Ebsen no estaba interesada en aceptar la oferta de Louis B. Mayer para hacer de ella "la próxima Myrna Loy", y volvió a Nueva York con su marido, el compositor y director de banda Robert E. Dolan, con quien se había casado el 24 de junio de 1933. En esa ciudad trabajó en una comedia musical de Broadway, Between the Devil, junto a las estrellas británicas Jack Buchanan, Evelyn Laye, y Adele Dixon. Este show se representó entre el 22 de diciembre de 1937 y el 12 de marzo de 1938. 
Después se retiró del mundo del espectáculo y se dedicó a ser ama de casa. Ella y Dolan se mudaron a Pacific Palisades (Los Ángeles), California, en 1941. Tuvieron un hijo, Robert, pero se divorciaron en enero de 1948. Ese mismo año volvió a casarse, esta vez con el tenista Stanley Briggs. También tuvieron un hijo, Michael.
Más adelante, con su hermana Helga, abrió una academia de baile en Pacific Palisades, con apoyo económico parcial de Buddy Ebsen. Vilma Ebsen falleció en 2007 en Thousand Oaks (California). Tenía 96 años de edad.